# Ministerio de Ferrocarriles (India)
El Ministerio de Ferrocarriles (del inglés: Ministry of Railways) en hindi: रेल मंत्रालय, भारत es la entidad gubernamental que se encarga de la planificación y administración de los ferrocarriles de la India a través de Indian Railways. El ministerio fue creado el 18 de febrero de 1905.
El Ministro de Ferrocarriles está encargado de asesorar al Gobierno en materia ferroviaria y de impartir las decisiones  técnicas y de planeamiento de Indian Railways. La compañía es manejada por una junta administrativa (del inglés: Railway Board) con seis áreas: Mecánica, Recursos humanos, Ingeniería, Eléctrica, Tráfico y Comisionado de finanzas.